# Adriano Durante
Adriano Durante (* 24. Juli 1940 in Treviso; † 23. Juni 2009 in Oderzo) war ein italienischer Radrennfahrer.

## Sportliche Laufbahn
Durante war im Straßenradsport aktiv. Er gewann als Amateur bereits einige bedeutende Rennen wie den Giro del Piave und den Piccolo Giro di Lombardia, die Lombardei-Rundfahrt der Amateure 1962.
1963 wurde er Berufsfahrer im Radsportteam Legnano. Bereits in seiner ersten Saison als Profi gewann er den Giro di Campania vor Pierino Baffi, Mailand–Vignola und den Giro del Lazio und wurde Zweiter der Lombardei-Rundfahrt. Sein wichtigster Saisonerfolg war aber der Sieg auf der 8. Etappe des Giro d’Italia. 1964 setzte er die Erfolgsserie fort. Er gewann eine Etappe der Sardinien-Rundfahrt, den Gran Premio Ceramisti und den Giro della Romagna. Dazu kamen zweite Plätze in der Coppa Placci und im Rennen Mailand–Vignola. Die Saison 1965 war für ihn noch erfolgreicher. Die 4. und 9. Etappe des Giro entschied er ebenso für sich wie die 13. Etappe der Tour de France. Er gewann die Coppa Bernocchi, den Giro della Provincia di Reggio Calabria vor Vito Taccone sowie eine Etappe der Ruta del Sol. 1966 siegte er erneut bei Mailand–Vignola und auf einer Etappe von Paris–Nizza. Er wurde Zweiter in der Flandern-Rundfahrt hinter Edward Sels und Zweiter bei Mailand–Sanremo hinter Eddy Merckx. Den Gran Premio Industria e Commercio di Prato gewann er 1968, bei Mailand–Sanremo wurde er Dritter. 1970 gewann er nochmals Mailand–Vignola und war danach mit drei Siegen gemeinsam mit Marino Basso erfolgreichster Fahrer in diesem Rennen. Insgesamt gewann er als Profi 23 Radrennen.
Den Giro d’Italia fuhr er neunmal und kam dabei sechsmal ins Ziel. Seine beste Platzierung im Gesamtklassement war der 65. Rang 1967. Die Tour der France bestritt er 1965 (73.), 1967 (80.) und 1970 (99.). Durante startete neunzehnmal in Rennen der Monumente des Radsports und fuhr dabei alle Rennen bis ins Ziel.